# Luka Matkava
Pas d'image ? Cliquez ici

a Compétitions nationales et continentales officielles uniquement.

b Matchs officiels uniquement.
Dernière mise à jour le 1 août 2025.
Luka Matkava (en géorgien : ლუკა მატკავა), né le 10 mai 2001 à Tbilissi (Géorgie), est un joueur international géorgien de rugby à XV qui évolue au poste de demi d'ouverture.

## Biographie
Entre 2018 et 2020, Luka Matkava représente le club du RC Armazi en première division géorgienne, où il se fait remarquer avec au total six essais marqués en sept apparitions.
Il est inclus dans l'équipe des Black Lion en 2021 pour disputer la première édition de la Rugby Europe Super Cup, faisant ses débuts depuis le banc face au Tel Aviv Heat. Placé sur le banc des remplaçants, il remporte cette compétition en battant les Lusitanos XV 17 à 14 en finale,.
Luka Matkava obtient sa première cape avec l'équipe de Géorgie lors d'un test match durant l'automne 2022 contre l'Uruguay. À cette même période, il est remplaçant pour sa deuxième sélection, il entre en jeu en fin de match à la place de Tedo Abzhandadze et inscrit la pénalité de la gagne lors de la première victoire de l'histoire des Géorgiens contre le pays de Galles, à Cardiff, sur le score de 13 à 12. En décembre 2022, il remporte la deuxième édition de la Rugby Europe Super Cup en étant titulaire lors de la finale gagnée 28 à 17 contre le Tel Aviv Heat, où il inscrit notamment un essai et huit points au pied,. En février 2023, il connaît sa première titularisation dans le cadre de la première journée du Championnat d'Europe où il contribue à la large victoire des siens 75 à 12 contre l'Allemagne en inscrivant 25 points (dix transformations et un essai). Pour le reste de la compétition, il est remplaçant au profit de Tedo Abzhandadze, notamment lors de la finale remportée face au Portugal sur le score de 38 à 11,.
En juin suivant, il est présélectionné pour préparer la Coupe du monde 2023. Durant l'été, il dispute trois test matchs de préparation en tant que titulaire. Fin août, il est sélectionné définitivement pour la compétition. Pendant la compétition, il passe devant Abzhandadze dans la hiérarchie et dispute les quatre matchs de la Géorgie dans la poule C en étant titularisé à trois reprises. Lors du match contre le Portugal, il entre en jeu en seconde période et manque notamment la transformation de la gagne à la 78e minute, le match se finissant sur un résultat nul 18 partout.
En avril 2025, Luka Matkava rejoint, en tant que joker médical, le Castres olympique en Top 14 à la suite de la blessure de Pierre Popelin. Il joue son premier et seul match le 26 avril 2025, à l'occasion d'un déplacement au Stade toulousain.
N'étant pas conservé par le Castres olympique, il est annoncé qu'il s'engage en faveur d'Oyonnax Rugby, en Pro D2, pour la saison 2025-2026. 

## Statistiques en équipe nationale
Au 1er août 2025, Luka Matkava compte 30 capes en équipe de Géorgie, dont 23 en tant que titulaire, depuis sa première sélection le 6 novembre 2022 face à l'Uruguay. Il inscrit 203 points, 3 essais, 24 pénalités et 58 transformations.
Il participe à une édition de la Coupe du monde en 2023, où il prend part à quatre rencontres, trois en tant que titulaire, et inscrit treize points.

## Palmarès

### En franchise
- Vainqueur de la Rugby Europe Super Cup en 2021-2022, 2022, 2023 et 2024 avec les Black Lion.

### En sélection nationale
- Vainqueur du Championnat d'Europe des moins de 18 ans en 2019 avec l'équipe de Géorgie des moins de 18 ans.
- Vainqueur du Championnat d'Europe en 2023, 2024 et 2025 avec l'équipe de Géorgie.